# Nanjing World Trade Center Tower 1
La Nanjing World Trade Center Tower 1 est un gratte-ciel en construction à Nankin en Chine. Il s'élèvera à 326,5 mètres. Son achèvement est prévu pour 2022. 